# Magnesium-26
Magnesium-26 of 26Mg is een stabiele isotoop van magnesium, een aardalkalimetaal. Het is een van de drie op Aarde voorkomende isotopen van het element, naast magnesium-24 (stabiel) en magnesium-25 (eveneens stabiel). De abundantie op Aarde bedraagt 11,01%.
Magnesium-26 ontstaat onder meer bij het radioactief verval van natrium-26, natrium-27 en aluminium-26. Dit laatste verval wordt gebruikt bij de datering van meteorieten. Uit de verhouding tussen aluminium-26 en magnesium-26 kan namelijk bepaald worden hoe oud een meteoriet is.
19Mg · 20Mg · 21Mg · 22Mg · 23Mg · 24Mg · 25Mg · 26Mg · 27Mg · 28Mg · 29Mg · 30Mg · 31Mg · 32Mg · 33Mg · 34Mg · 35Mg · 36Mg · 37Mg · 38Mg · 39Mg · 40Mg